# John Charles Polanyi
John Charles Polanyi (n. 23 ianuarie 1929, Berlin, Republica de la Weimar) este un chimist canadian de origine maghiară, laureat al Premiului Nobel pentru chimie (1986).

## Vezi și
- Știința și tehnologia în Ungaria